# Identitarismo

Il lambda, simbolo del movimento identitario. Era portata sugli scudi dai soldati spartani nel film 300.

L'identitarismo è un'ideologia politica di estrema destra apparsa alla fine del XX secolo in Europa che afferma il diritto degli europei e dei popoli di discendenza europea alla conservazione e alla difesa della cultura e dei territori ad essi appartenenti.

## Il movimento identitario in Europa
Dentro i partiti che si proclamano "identitari" ci sono diversi punti di vista sullo stesso concetto. I partiti più rilevanti sostengono che la difesa dell'identità come ideologia sia presente in vari gradi nei parlamenti nazionali e anche nel Parlamento europeo. Gli eurodeputati sostenitori di questa ideologia appartengono al gruppo politico Identità e Democrazia. Precedentemente, nel 2007 appartenevano al gruppo Identità, Tradizione, Sovranità, dal 2009 al 2014 al gruppo dell'Europa della Libertà e della Democrazia e dal 2014 al 2019 al gruppo dell'Europa della Libertà e della Democrazia Diretta.
I partiti principali sono l'Unione Democratica di Centro in Svizzera, il Partito della Libertà Austriaco, il Fronte Nazionale e Les Identitaires in Francia, la Lega, Fratelli d’Italia e Forza Nuova in Italia, il Vlaams Belang delle Fiandre, il Partito per la Libertà in Olanda, il Raggruppamento Popolare Ortodosso in Grecia, l'Unione Nazionale Attacco in Bulgaria, il Partito Popolare Danese, il Partito del Progresso in Norvegia, i Veri Finlandesi in Finlandia, il Movimento per un'Ungheria Migliore, i Democratici Svedesi, quasi tutti con rappresentanza parlamentare. Esistono inoltre movimenti extraparlamentari in Paesi come la Svizzera, l'Austria, la Francia, i Paesi Bassi, il Belgio e la Danimarca.
Nel 2019 la sezione tedesca del movimento identitario è stata classificata dal Bundesamt für Verfassungsschutz come un caso di sospetto estremismo di destra.

## Il movimento identitario negli Stati Uniti d'America
La destra alternativa è la corrente identitaria del conservatorismo negli Stati Uniti d'America: un noto esponente è Richard B. Spencer, il quale per festeggiare la vittoria alle Elezioni presidenziali del 2016 di Donald Trump, candidato del Partito Repubblicano, ha gridato con i suoi sostenitori "Hail Trump, hail our people, hail victory". Sostiene una "pulizia etnica pacifica" per fermare "la decostruzione della civiltà occidentale".